# Мачић
Мачић је српско презиме настало у XVIII веку од речи Мач, на коју је(као префикс) додат традиционалан наставак за српска презимена -ић. Носилаца овог презимена има по целом свету, а највише у Црној Гори односно на потезу Котор-Грбаљ.